# Savigné-sur-Lathan

Savigné-sur-Lathan este o comună în departamentul Indre-et-Loire, Franța. În 1 ianuarie 2022 avea o populație de 1.314 de locuitori.